# Frederick Cuming
Frederick William Cuming, né le 27 mai 1875 à Tiverton et mort le 22 mars 1942 à Londres, est un joueur britannique de cricket.

## Biographie
Frederick Cuming étudie à la Blundells's School de 1887 à 1892, où il est membre de l'équipe de cricket. Joueur de Bradnich et d'Exeter en 1900, il participe à l'unique match de cricket aux Jeux olympiques en 1900 à Paris. La Grande-Bretagne bat la France par 158 courses et remporte donc la médaille d'or.